# شهرستان پای‌اریق
ناحیهٔ پای‌اریق (به ازبکی:‌ Payariq tumani، پی‌اریق تومنی) یک منطقهٔ مسکونی در ازبکستان است که در استان سمرقند واقع شده‌است.